# Masakra w Gwangju
Masakra w Gwangju (광주 민주화 운동) – krwawe stłumienie demonstracji skierowanych przeciwko zamachowi stanu z 12 grudnia 1979 i rządom wojskowej dyktatury generała Chun Doo-hwana. Zamieszki trwały między 18 a 27 maja 1980 roku w południowokoreańskim mieście Gwangju w prowincji Chŏlla Południowej.
W okresie rządów Chun Doo-hwana wydarzenia oficjalnie określano jako spisek komunistów zmierzający do obalenia rządu. Po obaleniu dyktatora rebelię określa się jako próbę przywrócenia demokracji - rząd oficjalnie przeprosił za ten incydent, a ofiary zajść pochowano na specjalnym cmentarzu.
Liczba ofiar majowych zajść nie jest do końca ustalona. Oficjalne śledztwo w sprawie, przeprowadzone w latach dziewięćdziesiątych przez demokratycznie wybrane władze, ujawniło, że w związku z powstaniem życie straciło 165 osób, a 987 osób uznano za „ciężko ranne”. Wyniki tego śledztwa są krytykowane. Raport przygotowany na zlecenie BBC określa dane przedstawione przez śledczych jako niedoszacowane. Partie opozycyjne w latach osiemdziesiątych twierdziły, że zabitych mogło być nawet 2000 osób, a dane te są potwierdzane przez część historyków.

## Przebieg zamieszek

### 17 maja 1980
Na skutek zamachu stanu z 12 grudnia 1979 rządy w Korei Południowej przejął Chun Doo-hwan. W związku z narastającymi protestami studenckimi 17 maja 1980 r. wprowadzono stan wojenny. Następnego dnia studenci zorganizowali demonstrację pod bramą Uniwersytetu Chonnam – protestowano przeciwko planom zamknięcia uniwersytetu. Władze użyły siły do rozpędzenia demonstracji. Studenci zostali wyparci na przedmieścia, gdzie dołączyli do nich inni mieszkańcy Gwangju. Przybierający na sile tłum został ostatecznie rozpędzony przez wojsko z użyciem broni palnej. Były ofiary śmiertelne.

### 20 maja 1980
Po tym jak wieści o ofiarach śmiertelnych rozeszły się po mieście, protestujący podpalili lokalną, kontrolowaną przez rząd rozgłośnię radiowo-telewizyjną MBC, gdzie rozruchy przedstawiano jako wybryki chuligańskie sprowokowane przez komunistów. W dniu 21 maja do demonstracji przyłączyć się miało według szacunków nawet ponad 100 000 osób, splądrowano składy broni i amunicji oraz miejscowe komisariaty. Zaopatrzeni w broń demonstranci stworzyli oddziały milicji. Siły te odpierały ataki armii koreańskiej, zabito kilku żołnierzy.
W związku z powstaniem armia zablokowała wszystkie drogi prowadzące do miasta. Oblężone miasto zmuszone zostało do podjęcia negocjacji. Mimo wysiłków powstańców, negocjacje nie przyniosły spodziewanych rezultatów.

### 27 maja 1980
27 maja 1980 r. wojska lądowe i powietrznodesantowe w sile pięciu dywizji wkroczyły do miasta i rozbiły oddziały powstańców w zaledwie 90 minut. Odtąd w mieście stacjonowało łącznie aż 20 000 żołnierzy na 740 000 mieszkańców.